# FAP (przedsiębiorstwo)
FAP (ser. Fabrika automobila Priboj) – jugosłowiański, a następnie serbski producent samochodów ciężarowych, autobusów oraz przyczep, mający swoją siedzibę w Priboj w Serbii.

## Historia
Przedsiębiorstwo założono w 1953 roku, a do końca roku FAP wyprodukował trzynaście ciężarówek typów 4G i 6G na licencji Saurera. Kolejny zakup u Saurera dotyczył licencji na silniki, których produkcja została ulokowana w Sarajewie, gdzie została utworzona Fabrika automobili Sarajewo (w skrócie Famos). Famos kupił także silniki Diesla marki Leyland i Perkins. Ciężarówki na licencji Saurera montowane były do połowy lat 70. W 1959 r. powstała nowa linia montażowa, która pozwalała rocznie wyprodukować 3600 samochodów. W 1962 r. wszedł do produkcji nowy model – FAP 18. W 1965 r. powstał model o nazwie FAP 15B, konstrukcji FAP. Następnie rodzinę modeli powiększyły FAP 18/22 i FAP 10. Modele 10 i 15 posiadały już kabinę montowaną nad silnikiem. W 1970 roku FAP Famos podpisał umowę licencyjną i kooperacyjną z zachodnioniemieckim koncernem Daimler. W tym samym roku FAP Famos montował modele DB 113 i DB 1213 oraz pojazdy na licencji Saurera. Dwa lata później FAP kupił licencję od zachodnioniemieckiego przedsiębiorstwa ZF na nowoczesne skrzynie biegów. W 1978 r. FAP Famos produkował m.in.: modele FAP 1616B, 1620 DB, FAP 2225 BK i FAP 2026 DB 6x6. W tym samym roku udało się podnieść poziom produkcji do 7000 sztuk. Program produkcyjny lat 80. oparty był na licencji Mercedesa i obejmował modele 1213, 1216 i 2232. W produkcji pojawiały się ciężarówki o ładowności do 20 ton. Kabiny dostarczał Mercedes-Benz, natomiast podzespoły napędowe pochodziły z Jugosławii. Stopniowo zanikła produkcja pojazdów na licencji Saurera. W 1984 r. w Belgradzie wybudowano nowy zakład o powierzchni 45 tys. m². W 1993 r. FAP obchodzi jubileusz 40-lecia istnienia przedsiębiorstwa. Rozpad Federacji Jugosławii na niezależne państwa osłabił potencjał przedsiębiorstwa, a wojna ograniczyła możliwości rozwojowe.
W 2002 r. FAP wszczął proces prywatyzacji przedsiębiorstwa. Dzisiaj jest to największy producent ciężarówek w Serbii. Produkuje kilkanaście modeli o ładowności od 10 do 32 ton z silnikami o mocy od 120 do 380 KM i napędem od 4x2 po 8x8. W tym modele 1213, 1247, 2021 i 3234 oraz naczepy o ładowności do 48 ton. W pojazdach stosowane są silniki Mercedesa, Cumminsa, MAN-a i silniki produkowane przez Famos w Sarajewie. Produkuje się także pojazdy militarne FAP 2228, 2632 i 1118.

## Galeria

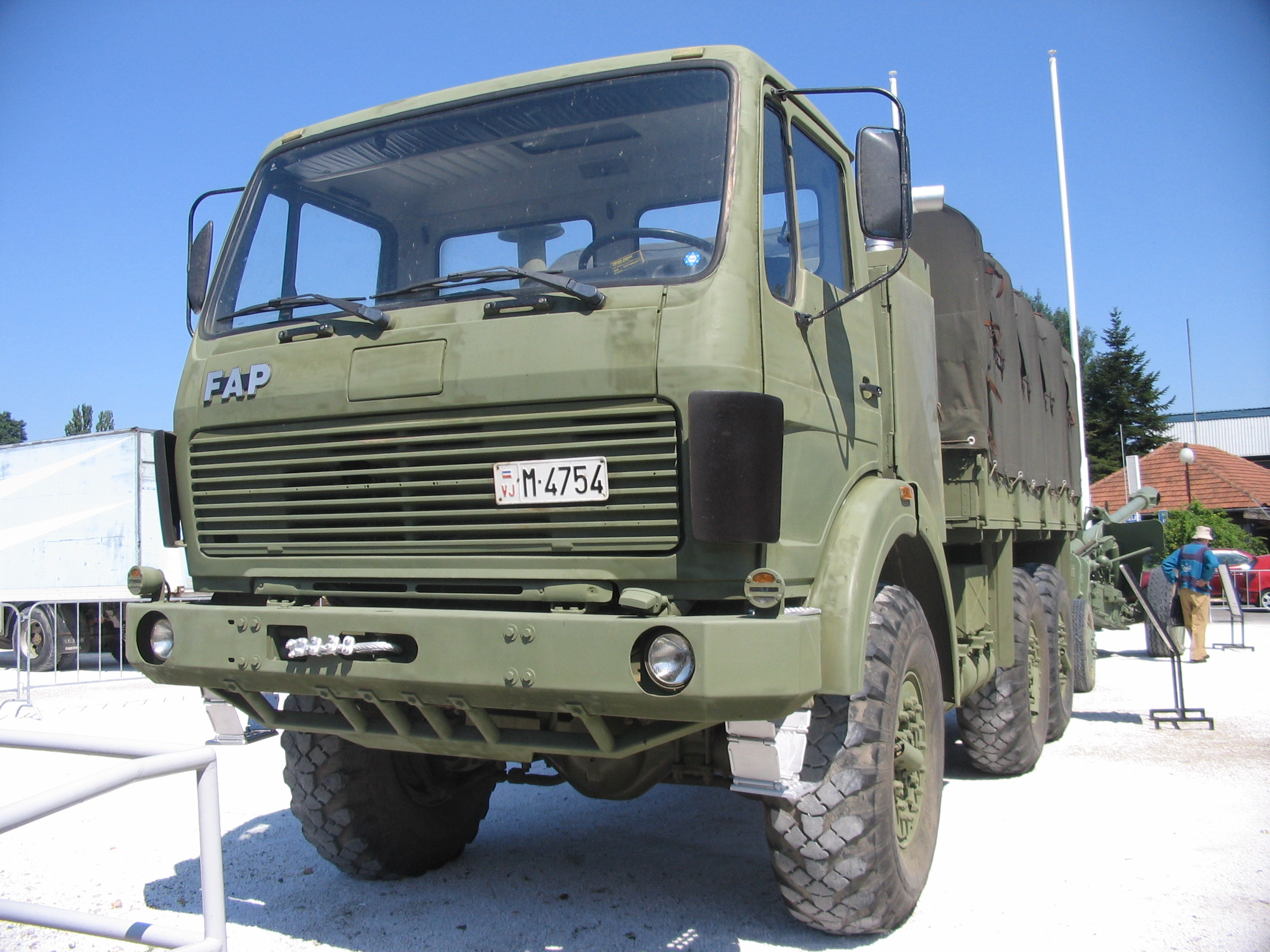
FAP 2026
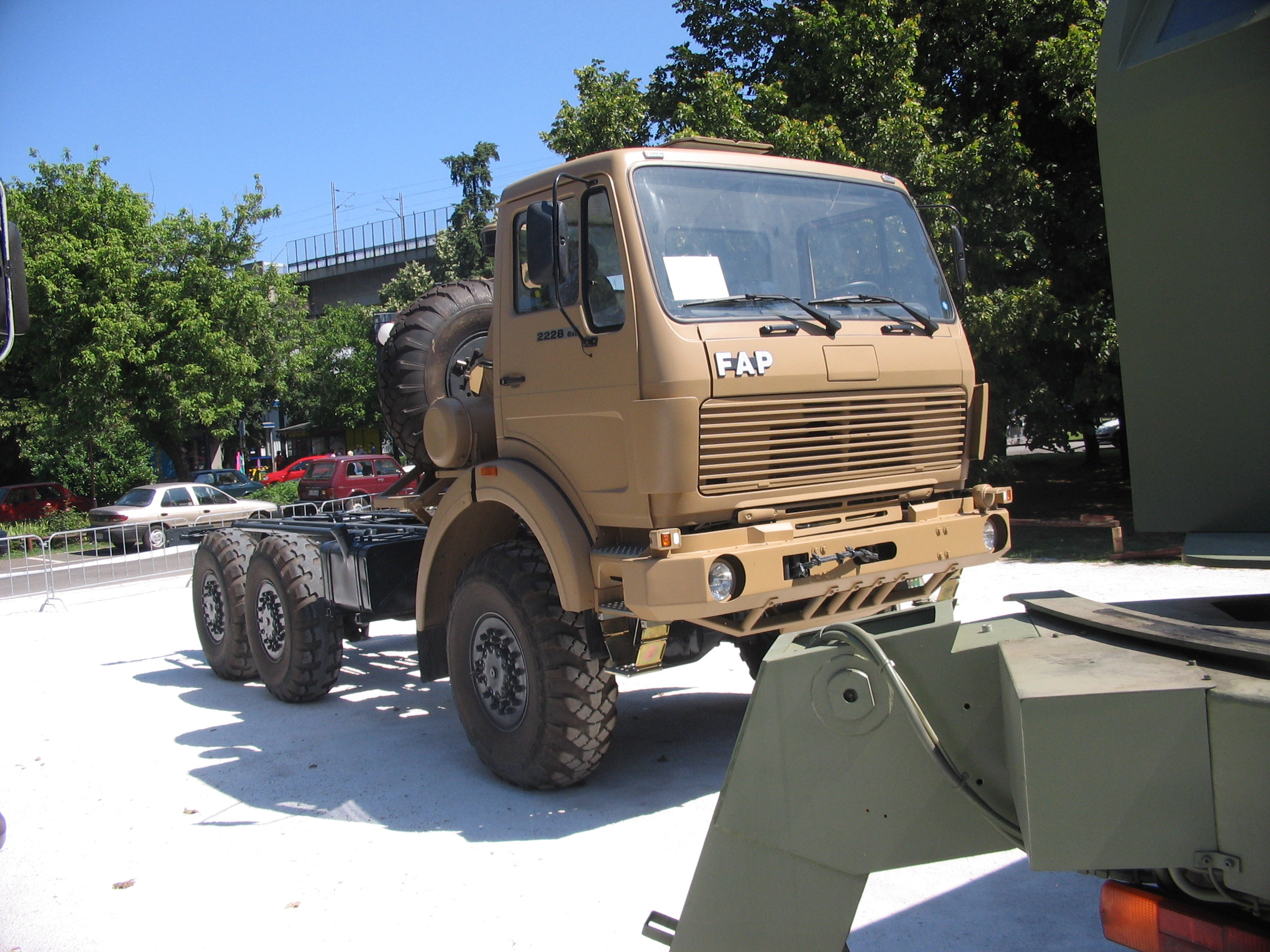
FAP 2228
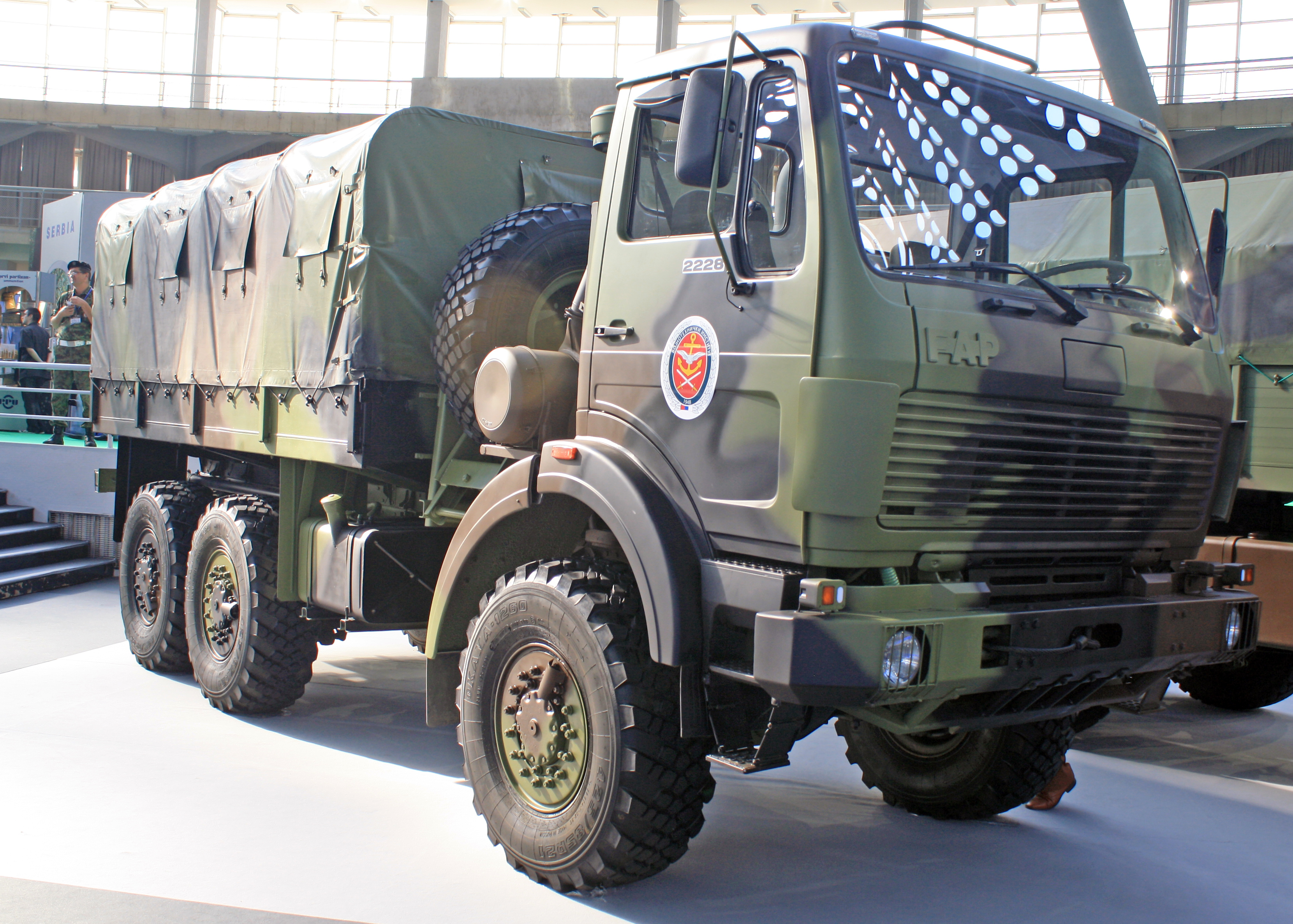
FAP 2228
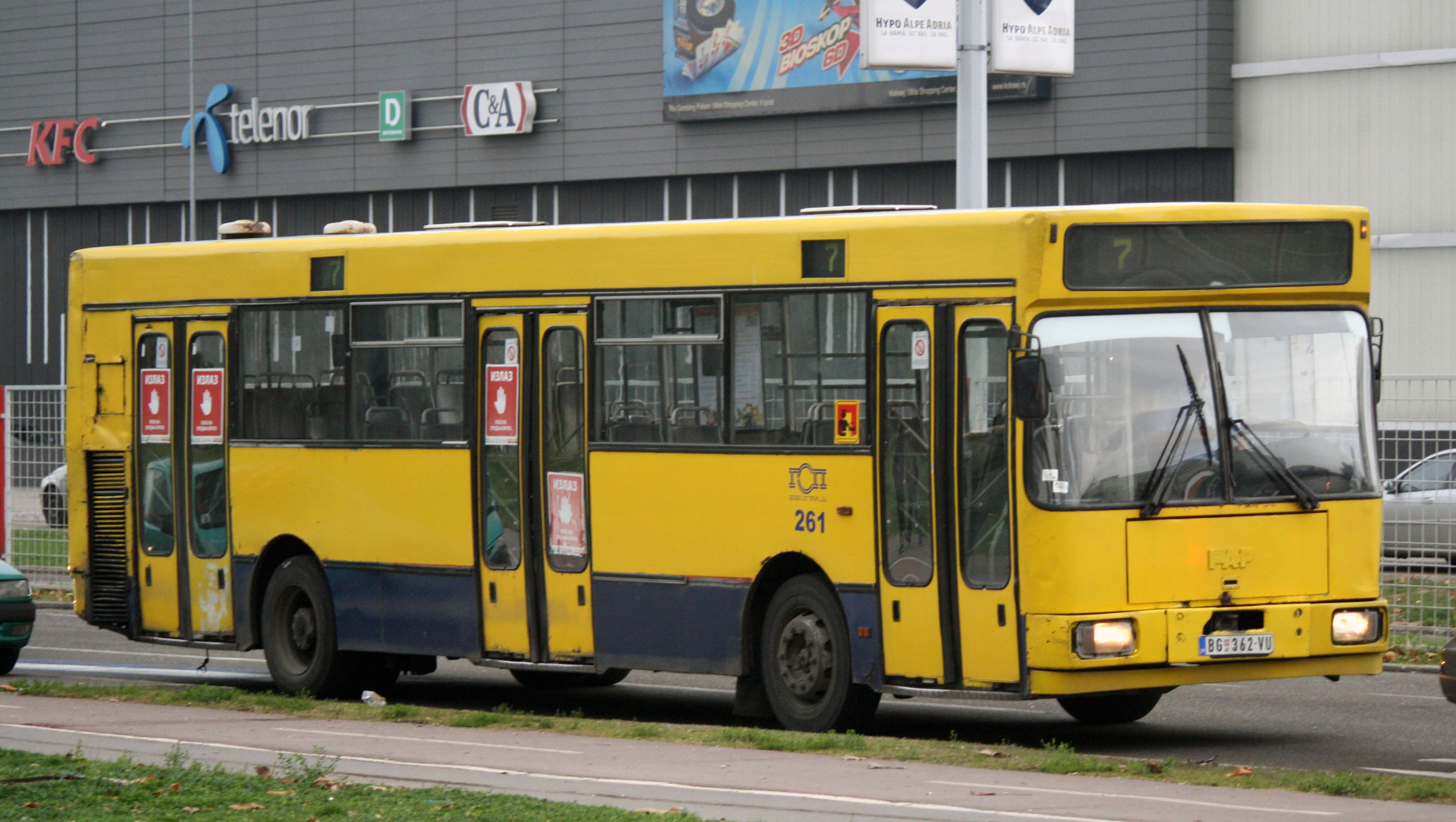
FAP A537